# Gadlegaon (K), Basavakalyan
Gadlegaon (K) là một làng thuộc tehsil Basavakalyan, huyện Bidar, bang Karnataka, Ấn Độ.